# Un drôle de Noël
Pour plus de détails, voir Fiche technique et Distribution.
Un drôle de Noël ou Un Noël Prodigieux au Québec (One Magic Christmas) est un film de Walt Disney Pictures américano-canadien de Phillip Borsos, sorti en 1985.

## Synopsis
Gideon, Un ange doit montrer à Ginny une mère qui n'aime pas Noël le vrai sens de Noël avec l'aide des enfants et du Père Noël.

## Fiche technique
Sauf mention contraire, les informations proviennent des sources suivantes : IMDb
- Titre original : One Magic Christmas
- Titre français : Un drôle de Noël
- Titre québécois : Un Noël Prodigieux
- Réalisation : Phillip Borsos
- Scénario : Thomas Meehan, Phillip Borsos, Barry Healey
- Direction artistique : Tony Hall
- Décors :  Bill Brodie, Rondi Johnson
- Costumes : Olga Dimitrov
- Photographie : Frank Tidy
- Son (mixeur) : David Appleby, Joe Grimaldi, Don White
- Montage : Sidney Wolinsky
- Musique : Michael Conway Baker
- Effets spéciaux : J. Tracy Budd, William H. Orr
  - Coordinateur des effets spéciaux : John Thomas
- Costumes : Olga Dimitrov
- Maquillage : Ann Brodie (Concepteur de maquillage), Beverly Carr (maquilleur adjoint)
- Coiffure : Bryan Charbonneau, Tony Marrero
- Cascades : T.J. Scott (coordinateur de cascades), David Rigby[2]
- Production : Peter O'Brian
  - Producteur exécutif : Phillip Borsos
  - Producteur associé : Michael MacDonald
- Société de production : Walt Disney Pictures, Téléfilm Canada, Silver Screen Partners II
- Société de distribution : Buena Vista Distribution Company
- Pays d’origine :  Canada,  États-Unis
- Langue originale : anglais
- Format : couleur - 35 mm - 1,85:1 - Son : Dolby
- Genre : Comédie dramatique, Fantastique
- Durée : 89 minutes
- Dates de sortie :
  - Canada : 22 novembre 1985
  - États-Unis : 22 novembre 1985

## Distribution
- Mary Steenburgen : Ginny Grainger
- Gary Basaraba : Jack Grainger
- Harry Dean Stanton : Gideon
- Arthur Hill : Caleb Grainger
- Elisabeth Harnois: Abbie Grainger
- Robbie Magwood (V.F : Sophie Arthuys) : Cal Grainger
- Michelle Meyrink : Betty
- Elias Koteas : Eddie
- Wayne Robson : Harry Dickens
- Jan Rubes : Santa Claus
- Graham Jarvis : Frank Crump

## Sorties cinéma
Sauf mention contraire, les informations proviennent des sources suivantes : IMDb
- Canada : 22 novembre 1985
- États-Unis : 22 novembre 1985
- Brésil : 18 décembre 1985
- Royaume-Uni : 24 septembre 1986
- Australie : 27 novembre 1986
- Colombie : 27 novembre 1986
- Uruguay : 16 décembre 1986 (Montevideo)